# WASEDA-SAT2
WASEDA-SAT2は早稲田大学の宮下研究室・山川研究室が共同で設計、開発した超小型人工衛星。2010年5月21日に、あかつきの相乗り衛星としてH-IIAロケットにより正常に打ち上げられたが、ロケットから分離後に通信を確立することができず、衛星の運用には失敗した。

## 概要
1辺約10cmのキューブ型で、重さは約1.15kg。参加人数は学生約30名で、開発にかかった費用は約800万円だった。
衛星の側面にパドルを4面装備している。これらは軌道投入後、オンボードコンピュータの電熱線でパドルを固定する鉛線が焼き切られ、自動で展開するようになっている。展開後パドルの操作は行われない。このパドルによって得られる空気抵抗を利用して衛星の姿勢を安定させられるかどうかを加速度センサと地磁気センサで観測する。
また、衛星内部のLED表示器に地上から送られたQRコードを出力させ、それを小型カメラで撮影、データを地上に送信するデータ通信実験を行う。

## 打ち上げと運用
金星探査機「あかつき」の相乗り衛星としてWASEDA-SAT2を載せたH-IIAロケット17号機は当初、2010年5月18日6時44分14秒（JST）に打ち上げを予定していたが、天候不順のため延期され、3日後の21日6時58分22秒（JST）に打ち上げられた。打ち上げは成功し、ロケットからも正常に切り離された。
しかし微弱な電波しか受信できず、WASEDA-SAT2からの電波かどうかを確認できなかった。2010年6月時点でも受信できておらず、6月7日以降公式サイトでのアナウンスも途絶えた。JAXAが8月2日に開催した「第3回 相乗り小型副衛星ワークショップ」では「最後まではっきりした電波は確認できなかった」と報告された。
H-IIA17号機に相乗りした小型衛星のうち低軌道に投入された3機が衛星軌道を維持できる寿命は数週間程度とされ、Space-TrackによるTLEからの軌道予測によれば、WASEDA-SAT2は長くても同年8月中旬までには落下するものと推定されていた。
NSSDCやReal Time Satellite Trackingによれば、2010年7月12日に軌道減衰し落下したたとされている。 